# Anatole Litvak

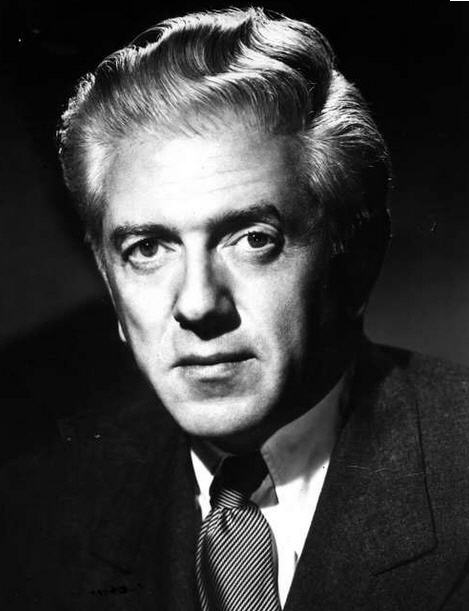
Anatole Litvak

Anatole Litvak (Kiev, 10 de maio de 1902 — Neuilly-sur-Seine, 15 de dezembro de 1974) foi um realizador de filmes ucraniano.
Produziu e dirigiu filmes em vários países e em várias línguas.

## Filmografia parcial
- 1939 - Confissões de um Espião Nazista
- 1940 - Tudo Isto e o Céu Também
- 1941 - Blues in the Night
- 1947 - The Long Night
- 1948 - Na cova das serpentes
- 1948 - Sorry, Wrong Number
- 1951 - Decisão Antes do Amanhecer
- 1955 - The Deep Blue Sea
- 1956 - Anastasia
- 1959 - The Journey